# Heide aan het Diepmeerven
De Heide aan het Diepmeerven is een 130 ha groot heidegebied gelegen in en eigendom van de gemeente Heeze-Leende in de Nederlandse provincie Noord-Brabant,  op ca. 2 km ten westen van het dorp Heeze. 

## Ligging en omgeving
Het gebied maakt deel uit van een 4500 ha groot vrijwel aaneengesloten bos- en heide gebied tussen Eindhoven en het Belgische Achel. Zie ook: Leenderbos en Groote Heide
Naar het westen liggen de uitgestrekte bezittingen van Het Brabants Landschap rond de Valkenhorst, naar het noorden eveneens gebieden van Het Brabants Landschap Groote Heide en Stratumse Heide en naar het oosten uitgestrekte bosgebieden met tussenliggende landbouwgronden, in eigendom van de gemeente Heeze-Leende en van particulieren. Naar het zuiden toe sluit het volledig aan bij bossen bij Heezerenbosch (ook gemeente Heeze-Leende) en het Heezerven, Brabants Landschap. Aan de westzijde wordt het gebied begrensd door de snelweg A2.

## Bereikbaarheid
Dit tamelijk afgelegen gebied is nog het beste te bereiken vanaf de fietsroute langs de A2 en de populaire fietsroute die werd aangelegd op het tracé van het voormalige spoorlijntje Geldrop-Valkenswaard.

## Beschrijving
Het Diepmeerven en omgeving betreft een uitgestrekte heide met drie grote en diverse kleinere vennen: Het Diepe Meerven, het Drooge Meerven, Het Vee- of Verven. De vennen zijn betrekkelijk ondiep en vallen in de zomer nogal eens droog (ondanks de naam geldt dat ook voor het Diepmeerven). In de zware vliegdennenbossen bij Heezerenbosch liggen langs het oude spoorlijntje Geldrop-Valkenswaard nog eens twee vennen: het verborgen gelegen Witven en daar in de buurt maar direct langs de A2 het 'Lelievennetje'. De heidevelden zijn, op de omgeving van de vennetjes na, droog en worden plaatselijk afgewisseld door vastgelegd stuifzand.   

## Heezerenbosch
De bossen bij Heezerenbosch bestaan in feite uit vrij uitgestrekte vastgelegde stuifzanden met veel reliëf met zware oude vliegdennen met ondergroei van bochtige smele en open plekken, hetgeen een zeer levendig bosbeeld oplevert, te meer in combinatie met de enkele vennen en een aantal voormalige landbouwperceeltjes die nu veel als picknickweiden worden gebruikt. 

## Heezerven
Het gebied Heezerven bestaat evenals Heezerenbosch grotendeels uit vliegdennenbos met daarin een (weinig water voerend) vennetje.